# Lad
Et lad er en kasse eller flade på en vogn, bil, trillebør, varecykel eller andet, som er beregnet til at stille gods på under transport.

## Cykel
På en varecykel er der ofte tale om enten en bagagebærer over forhjulet på størrelse med en ølkasse eller en flade på op til en kvadratmeter på en Long John-cykel. Kassen på en Christianiacykel er også et lad.

## Trillebør
På en trillebør er der i dag oftest tale om en åben kasse eller balje, men tidligere bestod ladet ofte kun af bund og forkant, hvilket var praktisk til eksempelvis grene, store kasser eller andet, som man i dag ofte transporterer på anden vis.

## Vogn
På en vogn – også togvogn – er hele vognens areal normalt at betragte som lad.

## Lastbil
En løs container eller anden opbygning, der kan tages af en lastbil og sættes på jorden kaldes ofte et lad.
På en lastbil er ladet normalt den del, der sidder bag førerhuset. Der findes utrolig mange forskellige opbygninger alt efter det ønskede formål.
Grundlæggende kan der skelnes mellem skabe, fragtlad, tanke og tiplad, men disse fire kategorier er langt fra fyldestgørende.
- Skabe er alle lukkede lad og ses på kølebiler, mange stykgodsbiler med faste sider, kreatur-, heste- og grisebiler, skraldebiler, visse autotransportere m.fl.
- Fragtlad er faste lad, der altså ikke kan tippe. De ses typisk på stykgodsbiler, typisk med presenningsopbygning, trælastfirmaers kranvogne, tømmertransporter, mindre ladvogne (håndværkerbiler) m.fl.
- Tanke er lukkede beholdere uden døre, der er opbygget til at transportere væske eller pulver såsom vand, olie, benzin, cement, mel, vin, øl og andet, og omfatter også slamsugere og tilsvarende tørstofsugere samt mange typer fejemaskiner og betonkanoner.
- Tiplad ses på entreprenørbiler og containerbiler. På sidstnævnte biltype kaldes den fastmonterede del mellem chassiset og den egentlige læsseflade ofte et flak, og oven på dette kan enhver af de ovennævnte opbygninger sættes på med wiretræk, kroghejs eller kædetræk.

Udenfor disse kategorier finder man åbne autotransportere, mobilkraner, mobillifte m.v.